# Megachile mendozana
Megachile mendozana är en biart som beskrevs av Cockerell 1907. Megachile mendozana ingår i släktet tapetserarbin, och familjen buksamlarbin. Inga underarter finns listade i Catalogue of Life.